# Tesoro de la lengua guaraní
El Tesoro de la lengua guaraní  es un diccionario bilingüe guaraní clásico – español escrito por el sacerdote y erudito jesuita peruano Antonio Ruiz de Montoya. Publicado en 1639, el Tesoro fue el primer diccionario guaraní-español.  Da ejemplos de contextos en los que utilizar las distintas palabras.